# Język średniopolski
Język średniopolski – postać języka polskiego używana od początków XVI do XVIII wieku.
Od 1966 wydawany jest Słownik polszczyzny XVI wieku.

## Pisownia
W XVI wieku, w początkach doby średniopolskiej, pojawiły się kolejne próby reformy ortograficznej, np. w wersji alfabetu zaproponowanej przez Jana Kochanowskiego występowało 48 liter odpowiadających głoskom istniejącym w ówczesnej polszczyźnie:
a á à ą b b́ c ć ç d θ θ´ θ˙ é è ę f g h ch i k l ł m ḿ n ń o ó p ṕ q r ŗ ſ σ ß t v w ẃ x y z ź ƶ
(znaki ç, θ, θ´, θ˙, ŗ, σ, ß odpowiadają odpowiednio cz, dz, dź, dż, rz, ś, sz).
Głoski pochylone oznaczano zwykle a, é, ó, zaś jasne á, e, o (kreskowano a jasne).

## Przemiany językowe

### Fonetyka
- A pochylone zaczęło zanikać od XVII wieku.
- Pochylone e i o stawały się zwykle coraz silniej zwężone
- Wymowa dawnej nosówki krótkiej ustaliła się na e nosowe, zaś długiej – w pierwszej połowie XVI wieku na pochylone a nosowe, a do XVII–XVIII wieku na o nosowe.
- Zakończone zostało przejście ir, irz w er, erz, przejściowo zachodziło też przejście il, yl, ił, ył w el, eł (np. sieła, telko).
- Na przełomie XVI i XVII wieku rozpoczęło się wałczenie, a w Małopolsce i prawdopodobnie Wielkopolsce nowe u niezgłoskotwórcze przed u znikało w ogóle, np. pogówne zamiast pogłówne.
- Od XVII do XVIII wieku trwało twardnienie samogłosek wargowych w wygłosie.

### Fleksja
- Ukształtował się rodzaj męskoosobowy
- Ustalenie wspólnych końcówek wszystkich trzech rodzajów w celowniku, narzędniku i miejscowniku liczby mnogiej.
- W wyniku zaniku iloczasu pojawiło się przejściowe rozróżnienie końcówek -a i -å w rodzaju żeńskim, któremu towarzyszyło rozróżnienie -ę i -ą w bierniku.
- W XVII wieku rozkaźniki, w których -i zachowało się po grupie spółgłoskowej otrzymały j: tni > tnij
- W wyniku oddziaływania form czasu przeszłego i trybu przypuszczającego obok form typu robiłbych, robilibychmy i robiłem, robilismy/robilismy pojawiły się robiłech, robilichmy oraz robiłbym, robilibysmy/robilibyśmy. Formy robiłech, robilichmy zanikły z języka literackiego z końcem XVI wieku, zaś robiłbym, robilibysmy ustaliły się jako jedyne w pierwszej połowie XVII wieku.

## Piśmiennictwo
Wiek XVI to okres, gdy w języku polskim zaczęły pojawiać się teksty prawne, uchwały, statuty. Łacińskie instrukcje królewskie na sejmiki nowokorczyński i kolski z 1503 zawierały polskie uzupełnienia. Artykuły sejmiku w Środzie z 1534, czyli instrukcje dla posłów na sejm walny, sporządzone były w całości po polsku, zaś jeden z punktów instrukcji zawierał żądanie, aby duchowieństwo nie zabraniało drukowania w języku polskim Biblii, praw, kronik i innych książek. W 1525 wyszedł pierwszy akt prawny po polsku – Mandat Jego Królewskiej Mości Pana naszego miłościwego ku popisowi wszystkich służebnych jezdnych i pieszych, zaś w 1543 na sejmie krakowskim ogłoszona została pierwsza w języku polskim konstytucja sejmowa. Najstarszy zachowany fragment diariusza sejmowego w języku polskim pochodzi z sejmu w Piotrkowie w latach 1547–1548.